# Frida ensam
A Frida ensam a svéd énekesnő Anni-Frid Lyngstad második stúdióalbuma, mely 1975-ben jelent meg a Polar Music kiadó által. A dalokat Benny Andersson írta, és közreműködött Björn Ulvaeus is. Az albumon található a Fernando című dal is, melyet először Frida albumára vettek fel svéd nyelven, és csak ezt követően jelent meg angolul az ABBA által. Az album hatalmas siker volt Svédországban, és a lemez platina státuszt kapott. Az album a később megjelent Frida – 4xCD 1xDVD című gyűjteményes kiadványban is szerepel.

## Előzmények
Az albumot Stockholmban, a KMH Stúdióban vették fel, és a Metronome Stúdióban keverték. Benny Andersson zongorán, és billentyűs hangszereken játszik a felvételeken, és gyakorlatilag ugyanaz a  zenekar közreműködik a lemezen, mint az ABBA felvételein. Az első felvételek 1974-ben kezdődtek, de az ABBA növekvő népszerűsége miatt az album elkészülte több mint 18 hónapot vett igénybe. Az albumot az ABBA albumok és a Waterloo című dalok promóciói között rögzítették.
A Frida ensamot a KMH Studio-ban vették fel, és a Metronome Studio-ban keverték. Benny Andersson minden zongorát és billentyűzetet játszik, míg a többi zenész ugyanaz a csapat, aki az ABBA rekordjain játszott. Az első felvételek és előkészületek 1974-ben kezdődtek, de az ABBA növekvő népszerűsége miatt az album több mint 18 hónapot vett igénybe, melyet az ABBA Waterloo című albumok felvételei között rögzítettek.
Az albumra rögzítették a Fernando című dal svéd változatát, mely Svédországban nem jelent meg kislemezen, mivel azt akarta a kiadó, hogy az albumot vásárolják meg. A Polar Music azonban Norvégiában megjelentette kislemezen, azonban nem ért el slágerlistás helyezést. A dalt úgy írták, hogy az album valami egyedi és újdonság legyen, és a Fernando egy olyan dal volt, mely nagy sikereket ért el. Gyakorlatilag egy új ABBA dal született. Az albumból végül 130.000 példányt értékesítettek. A dal kilenc hetet töltött a svéd slágerlistán, a Svenkstoppen-en. Ez a slágerlista a svéd rádió dalainak listája, és nem az értékesítésen alapul. A Fernando később megjelent angol nyelvű szövege jelentősen eltért az eredeti svéd szövegtől, mivel a ABBA féle verzió egy elvesztett csatáról szól, mely két veterán nosztalgiázását mutatja be. Az összes dalt kis történetként írtam.  Egy nyári éjszakán a csillagokat néztem, és hirtelen jött az ihlet a dalszövegeket illetően. - mondta Ulvaeus. Az angol nyelvű változatot úgy tervezték, hogy a dalban lévő szövegekre hivatkozva, az tényleg 1975 nyarán jelenjen meg.
A Fernando című dalon kívül az albumon található dalok mind feldolgozások, melyek Lyngstad és Andersson meglehetősen eklektikus zenei ízlését mutatja be. A drámai olasz ballada az "Anima Mia" és a "Vado Vie" mellett a 10cc "The Wall Street Shuffle" című dala, vagy David Bowie "Life on Mars" című dalának feldolgozása is hallható a lemezen, de további feldolgozások is megjelennek, úgy mint a 60-as évek sláger csapatának a The Beach Boysnak a "Wouldn't It Be Nice" című dala, Gary Puckett & The Union Gap's slágere a "Young Girl". De hallható az albumon egy country és egy western ballada is, a "The Most Beautiful Girl" és a "Send in the Clowns" is. Stephen Soundheim féle musicalból a "Send in the Clowns" és a Kis éji zene, és a görög népdal a "Siko Choepse Syrtaki" és a "Som en sparv", melynek szövegét a svéd író Barbo Hörberg írta. Eredetileg a dalt a svéd Wasa nevű együttes jelentette meg. A brit Melody Maker Fridát nagyon erős és érzelmekkel teli énekesként jellemzi, aki megmutatja a zene valódi értékét, ahogy átlép minden nyelvi akadályt.

## Fogadtatása
Az album Svédországban hatalmas sikereket ért el, és hat hétig volt slágerlistás helyezés. Összesen 38 hetet töltött különböző slágerlistákon. A Fernando svéd változata 9 hétig uralta a svéd Svenkstoppen rádiós listát.

## 2005-ös kiadás
Az albumot digitálisan újra keverték, és két bónusz dalt is tartalmazott. Az albumot 2005-ben jelentette meg az Universal Music kiadó CD-n, majd vinylen is megjelent 2017-ben. Az újrakidáson  bónuszként olasz feldolgozás, a  "Man vill ju leva lite dessemellan" című dal 1. helyezést ért el a Svenkstoppen listán 1972 végén

## Számlista
| 1. | "Fernando"                                         | Stikkan (Stig) Anderson, Benny Andersson, Björn Ulvaeus      | 4:14 |
| 2. | "Jag är mig själv nu" ("Young Girl")               | Jerry Fuller, Marie Bergman                                  | 3:05 |
| 3. | "Som en sparv"                                     | Jan Askelind, Barbro Hörberg                                 | 3:43 |
| 4. | "Vill du låna en man?" ("The Most Beautiful Girl") | Norris Wilson, Rory Michael Bourke, Billy Sherrill, Anderson | 2:45 |
| 5. | "Liv på Mars?" ("Life on Mars?")                   | David Bowie, Owe Junsjö                                      | 3:48 |
| 6. | "Syrtaki" ("Siko Chorepse Syrtaki")                | Giorgos Zambetas, Alékosz Szakeláriosz, Sam Lundwall         | 2:58 |

| 1. | "Aldrig mej" ("Vado Via")                          | Enrico Riccardi, Luigi Albertelli, Anderson | 4:06 |
| 2. | "Guld och gröna ängar" ("The Wall Street Shuffle") | Eric Stewart, Graham Gouldman, Junsjö       | 3:41 |
| 3. | "Ett liv i solen" ("Anima Mia")                    | Flavio Paulin, Ivano Michetti, Mats Paulson | 3:53 |
| 4. | "Skulle de' va' skönt" ("Wouldn't It Be Nice")     | Brian Wilson, Tony Asher, Marie Bergman     | 3:17 |
| 5. | "Var är min clown?" ("Send in the Clowns")         | Stephen Sondheim, Mats Paulson              | 4:22 |

### 2005 remaster bónusz dalok
- "Man vill ju leva lite dessemellan" ("Chi Salta Il Fosso") (Vittorio Tariciotti, Marcello Marrocchi, Franca Evangelisti, Anderson) - 2:53
- "Ska man skratta eller gråta?" ("Principessa") (Gianfranco Baldazzi, Sergio Bardotti, Rosalino Cellamare, Anderson) - 3:51

## Közreműködő előadók
- Anni-Frid Lyngstad - ének, háttérének
- Benny Andersson - zongora, billentyűs hangszerek
- Björn Ulvaeus - akusztikus gitár
- Rutger Gunnarsson - basszusgitár, akusztikus gitár mandolin, bouzouki ("Syrtaki")
- Roger Palm - dobok
- Ola Brunkert - dobok ("Fernando")
- Janne Schaffer - elektromos gitár
- Lasse Wellander - elektromos gitár ("Fernando"), akusztikus gitár
- Anders Glenmark - elektromos gitár ("Skulle de' va' skönt" and "Ett liv i solen")
- Malando Gassama - konga
- Inger Öst - háttérének
- Lasse Holm - háttérének
- Lasse Westmann - háttérének
- Liza Öhman - háttérének ("Aldrig mej" and "Vill du låna en man?")
- Lasse Carlsson - háttérének ("Aldrig mej" and "Vill du låna en man?")
- Janne Kling - fuvola ("Fernando")
- Janne Lindgren - gitár ("Vill du låna en man?")

## A lemez elkészítésében közreműködtek
- Benny Andersson - felvételvezető  ("Fernando" című dal producerei Andersson és Björn Ulvaeus)
- Sven Olof Walldoff - karakterek
- Felvételek a KMH stúdióban  Lennart Karlsmyr és Åke Grahn vezetésével
- "Fernando" és a "Var är min clown?" felvétele a  Metronome Stúdióban készült Michael B. Tretow és Rune Persson vezetésével
- A keverés a Metronome Stúdióban készült Persson, Janne Hansson és Michael B. Tretow közreműködésével.
- "Aldrig Mej" és a  "Syrtaki" keverése a  KMH Stúdióban készült Lennart Karlsmyr közreműködésével.
- Ola Lager - fotók
- Rune Söderqvist - design